# 國道3號 (印度舊國道)

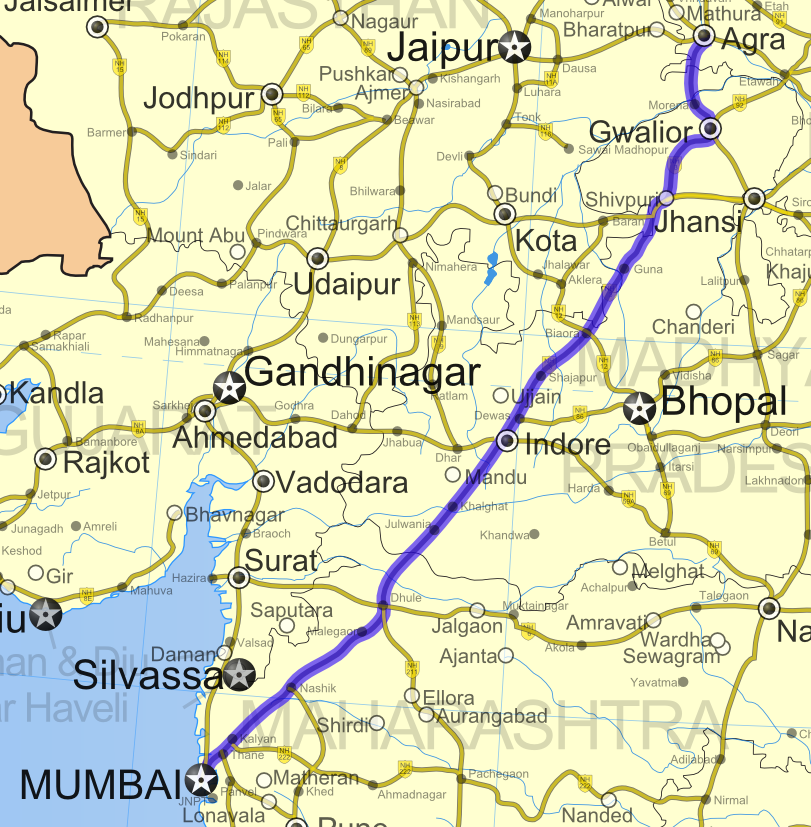
國道3號路線示意圖

國道3號（英語：National Highway 3，簡稱NH3），通稱阿格拉-孟買公路或簡稱AB公路，是連接印度北方邦阿格拉和西部最大城市孟買的國道。全長1,161公里。
經過莫雷納（北方邦）、陶爾布爾（拉賈斯坦邦）、瓜廖爾、印多爾（中央邦）、杜利亞、納西克、塔納（馬哈拉施特拉邦）等城市。阿格拉-瓜廖爾段是黃金四角的一部分。
2010年印度公路编号调整后，被分拆到其他数个国道。